# Palazzo Pignatelli a San Giovanni Maggiore
Der Palazzo Pignatelli ist ein Renaissancepalast aus dem 15. Jahrhundert im Viertel Porto in Neapel in der italienischen Region Kampanien. Er liegt in der Via San Giovanni Maggiore di Pignatelli neben dem Palazzo Riario Sforza.

## Geschichte
Der Palast aus dem 15. Jahrhundert wurde im Laufe der Jahrhunderte im Inneren mehrmals umgebaut und seine Stockwerke in kleinere Wohneinheiten aufgeteilt. Die Familie Pignatelli, die den Bau ursprünglich in Auftrag gegeben hatte, hatte einen großen Einfluss auf die Orts- und Straßennamen der Gegend, da sie eine der repräsentativsten und mächtigsten Adelsfamilien Neapels war.

## Beschreibung
Der Palast hat drei Stockwerke und seine Fassade ist asymmetrisch: Ein Flügel des Gebäudes ist zum Largo Giusso zunehmend um ein Stockwerk abgestuft, sodass eine kleine Terrassierung entsteht. Das typisch Durres-Portal ist eines der wenigen Elemente, die vom ursprünglichen Gebäude noch erhalten sind, ebenso wie der Korbbogen im Eingangsbereich. Auf der rechten Seite gibt es eine Vorhalle, die zur Treppe führt. Im ersten Obergeschoss kann man noch eine fein geschnitzte Holzkommode sehen.